# Museu Tropeiro Velho
Museu Tropeiro Velho é um museu brasileiro localizado na Linha Boa Vista, propriedade da família Fonseca, no município de Chapecó, no estado de Santa Catarina.